# Jarrett Boykin
Jarrett Boykin (Chattanooga, 4 novembre 1989) è un giocatore di football americano statunitense che gioca nel ruolo di wide receiver per i Green Bay Packers della National Football League (NFL). Dopo non essere stato scelto Draft NFL 2012 firmò coi Packers. Al college ha giocato a football alla Virginia Tech University.

## Carriera professionistica

### Green Bay Packers
Boykin non fu selezionato nel Draft 2012 ma firmò con i Green Bay Packers e riuscì ad entrare nei 53 uomini del roster attivo per l'inizio della stagione regolare. Nella sua stagione da rookie ricevette 5 passaggi per 27 yard.
Nella settimana 7 della stagione 2013, con gli infortuni di Randall Cobb e James Jones, Boykin disputò la prima gara come titolare in carriera ricevendo 103 yard da Aaron Rodgers e segnando il suo primo touchdown. Il secondo lo segnò nel pareggio della settimana 12 contro i Minnesota Vikings.

## Vittorie e premi
Nessuno

## Statistiche
| Yard ricevute          | 173 |
| Touchdown su ricezione | 1   |